# De Hoop (Wemeldinge)
De Hoop is een korenmolen in Wemeldinge in de Nederlandse provincie Zeeland.
De molen werd in 1866 gebouwd door de molenaarsknecht van de molenaar van de voorganger van de andere molen Aeolus. Tot 1968 bleef de molen in bedrijf, waarna op het laatste moment een verbouwing tot woning kon worden voorkomen. Tussen 1981 en 1983 werd de molen ingrijpend gerestaureerd. Thans is de molen eigendom van de gemeente Kapelle.
De molen is ingericht met 2 koppels maalstenen. De roeden van de molen zijn bijna 22 meter lang en zijn voorzien van het Systeem van Bussel met zeilen. Een vrijwillige molenaar stelt de molen af en toe in bedrijf.